# Agia Varvara
Agia Varvara of Agia Varvara Attikis (Grieks: Αγία Βαρβάρα of Αγία Βαρβάρα Αττικής) is een gemeente (dimos) in de Griekse bestuurlijke regio (periferia) Attica.
Agia Varvara werd in 1949 zelfstandig als Gemeenschap (Κοινότητα) door afscheiding van de gemeente Aigaleo. In 1949 werd het erkend als - volwaardige - Gemeente (Δήμος). In oppervlakte is het de tweede kleinste gemeente van het land.